# Olympische Sommerspiele 2024/Teilnehmer (Eswatini)
| Gelbes Symbol für Goldmedaillen mit stilisierten Olympischen Ringen | Graues Symbol für Silbermedaillen mit stilisierten Olympischen Ringen | Braundes Symbol für Bronzemedaillen mit stilisierten Olympischen Ringen |
| ------------------------------------------------------------------- | --------------------------------------------------------------------- | ----------------------------------------------------------------------- |
| —                                                                   | —                                                                     | —                                                                       |

Eswatini nahm an den Olympischen Spielen 2024 vom 26. Juli bis zum 11. August 2024 in Paris teil. Es war die insgesamt zwölfte Teilnahme an Olympischen Sommerspielen.

## Teilnehmer nach Sportarten

### Leichtathletik
Laufen und Gehen
| Athleten           | Wettbewerb | Vorlauf | Vorlauf | Halbfinale    | Halbfinale    | Finale        | Finale        | Rang          |
| Athleten           | Wettbewerb | Zeit    | Rang    | Zeit          | Rang          | Zeit          | Rang          | Rang          |
| ------------------ | ---------- | ------- | ------- | ------------- | ------------- | ------------- | ------------- | ------------- |
| Männer             |            |         |         |               |               |               |               |               |
| Sibusiso Matsenjwa | 100 m      | 10,39 s | 8       | ausgeschieden | ausgeschieden | ausgeschieden | ausgeschieden | ausgeschieden |

### Schwimmen
| Athleten   | Wettbewerb          | Vorlauf     | Vorlauf | Halbfinale    | Halbfinale    | Finale        | Finale        | Rang |
| Athleten   | Wettbewerb          | Zeit        | Rang    | Zeit          | Rang          | Zeit          | Rang          | Rang |
| ---------- | ------------------- | ----------- | ------- | ------------- | ------------- | ------------- | ------------- | ---- |
| Frauen     |                     |             |         |               |               |               |               |      |
| Hayley Hoy | 100 m Schmetterling | 1:08,36 min | 31      | ausgeschieden | ausgeschieden | ausgeschieden | ausgeschieden | 31   |
| Männer     |                     |             |         |               |               |               |               |      |
| Chadd Ning | 100 m Brust         | 1:09,85 min | 35      | ausgeschieden | ausgeschieden | ausgeschieden | ausgeschieden | 35   |